# Baker Lake
Baker Lake of Qamani'tuaq (waar de rivier zich verbreed) is een nederzetting en tevens een meer in het Canadese territorium Nunavut. Het meer is 1.887 km² groot. Het wordt vanuit het westen gevoed door de Thelon River en de Kazan River vanuit het zuiden.
De nederzetting ligt aan de westzijde van het meer, aan de monding van de Thelon River. Alhoewel de Inuit al lang in deze regio aanwezig waren, is de Royal Canadian Mounted Police er pas in 1915 gevestigd.

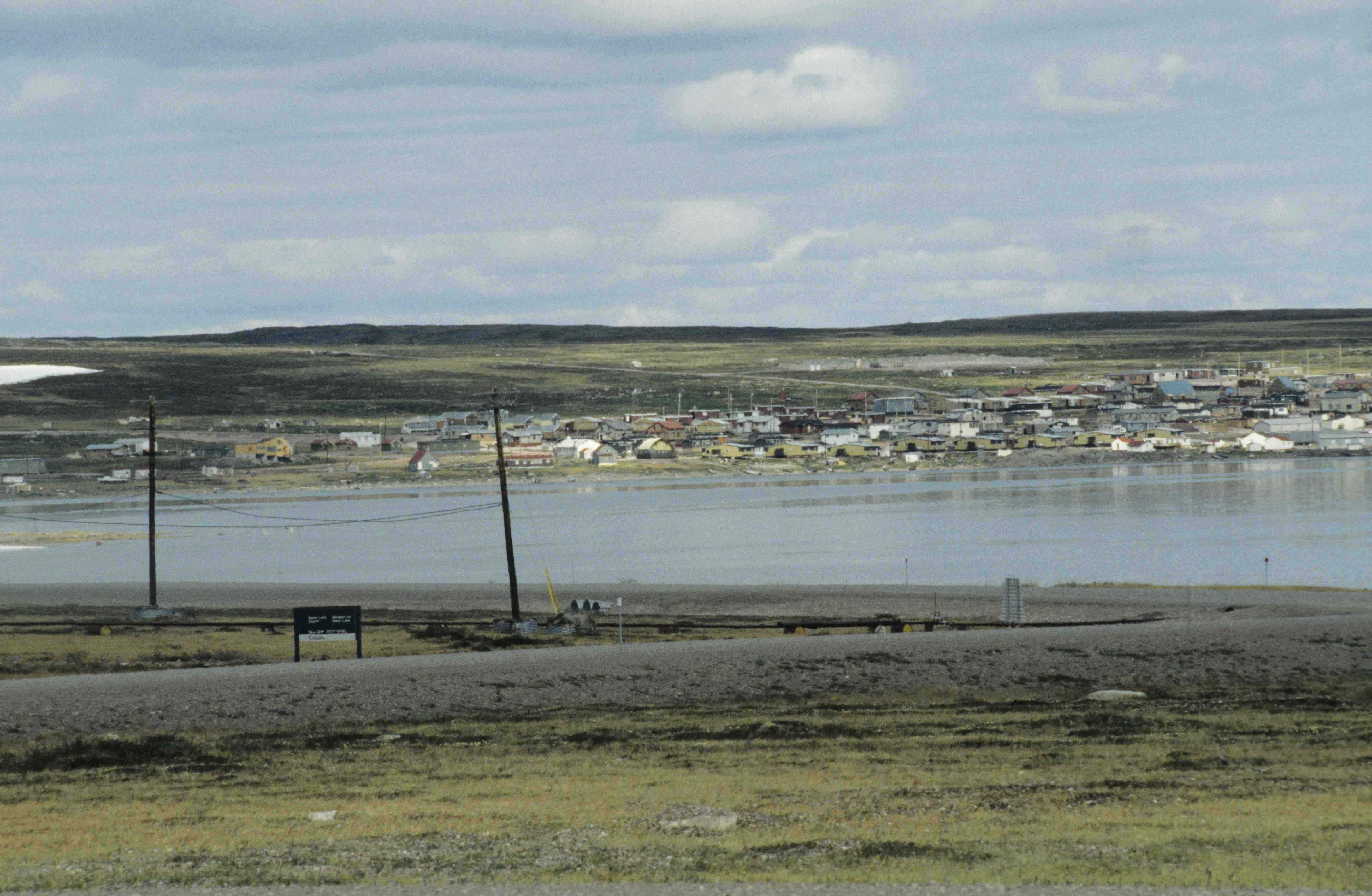
Baker Lake in 1995